# リテール品

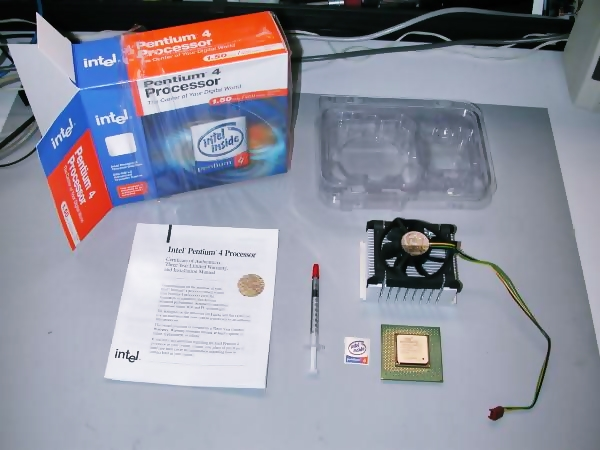
リテールCPUの例
CPU本体のほか、CPUクーラー、放熱グリス、取扱説明書、ブランドシールが化粧箱に納められている。

リテール品（リテールひん）とは、コンピュータ（主にパソコン）を構成する部品や周辺機器のうち、消費財として、一般的なユーザーを対象として製造・販売されているものを指す。ボックス品やパッケージ品も同義である。
対義語はバルク品であるが、磁気ディスクドライブやCPUなどの一部の品目では、リテール品の省コスト化による梱包の簡素化などで外見上はバルク品と変わらないものも出てきており、その場合はメーカーがエンドユーザー向けに出荷した正規品であるものをリテール品、OEM品や他の機器に組み込み販売する業者向けに出荷したものをバルク品と扱うことが一般的である。

## バルク品との差違
- エンドユーザから見て、著名なメーカーが製造している
- 家電量販店など、パソコン販売を主としない店舗でも購入可能
- メーカーのカタログやウェブページなどで、商品情報を確かめることができる
- きれいな外装箱に格納されている
- 丁寧なマニュアルがついている
- 付加価値的な同梱品が含まれる場合がある。ハードディスクドライブを例にすれば、バックアップツールやパーティション管理ツール
- メーカーが、メーカー保証や電話・メールによる相談などのサポートを提供している
- 販売店のサポートが提供されている

## 品質に関して
一般的に、バルク品に比べてリテール品が優れているというイメージがある様子だが、単純にリテール品とバルク品の品質を比較することはできない。
ビデオカードを例に取ると、同じVGAグラフィックスチップを用いても、基板の回路設計の善し悪しで性能に大きな開きが出る。特にアナログRGBで出力する際には信号の立ち上がりがしっかりしていなければ画質が劣化してしまう。リテール品を製造するメーカーの中には高度な回路設計技術を誇るものもあり、高性能な製品が出回っている。
メモリを例に取ると、リテール品として製造する際は大量入手可能なチップを使用したり、製品のロットによって違うチップになったりすることがある。しっかり梱包されていることもあり、購入する際にどのチップを用いているのかを確かめることはできない。バルク品の場合、外観で確認することもできたり販売店が「○○製チップ採用」と表記することもあり、よりよい性能のものを見つけて買うことができる。対してリテール品の場合、市販されている有名メーカー製のパソコンに対して個別の対応試験を実施し、動作検証リストを提示している。クセの強いパソコンの場合バルク品のメモリでは正常動作しないことがあるため、そのユーザにとってはリテール品のメモリしか選択肢がない。また、独自仕様が多いノート型パソコンの場合はバルク品のメモリが存在しないこともある。
リテール品でも新モデル発表直後に出荷された製品には若干の問題を抱えたものがしばしば出回る。たいていの製品マニュアルに記載されている「本製品の仕様は予告なく変更する場合があります」という言葉が示すように、発売初期の製品の品質がかんばしくない場合、製品名や型番を変更せず修正した製品を作って出荷することが行われている。

## 不正製品の存在
リテール品の大きな特色は「安心感」である。これは大多数のユーザにとって重要なファクターであり、長らくこれは守られてきた。バルク品ではしばしばリマーク品や偽造品が現れてその都度問題になってきたが、インテルのLANボードがリテール品でありながら偽造される事件が起きたこともあり、リテール品だから全て安全、という公式が損なわれた。